# Manchagondanahalli, Tumkur
Manchagondanahalli là một làng thuộc tehsil Tumkur, huyện Tumkur, bang Karnataka, Ấn Độ.